# Berkeley Open Infrastructure for Network Computing
Infrastructura Deschisă Berkeley pentru Calcul în Internet, sau BOINC care este prescurtarea din engleză, este o platformă pentru diferite proiecte care folosesc calculul distribuit voluntar. BOINC "rulează" proiecte din domeniul fizicii, astronofizicii , medicinii , climatologiei , biotehnologiei , biochimiei, criptologiei , renderizare 3D , matematică și informatică etc. Proiectele care lucrează cu acest program au în comun nevoia de mare capacitate de calcul. Intenția platformei comune BOINC este obținerea unei capacităti de calcul enormă folosind calculatoare personale în toată lumea pe bază voluntară.

## Principiu de funcționare

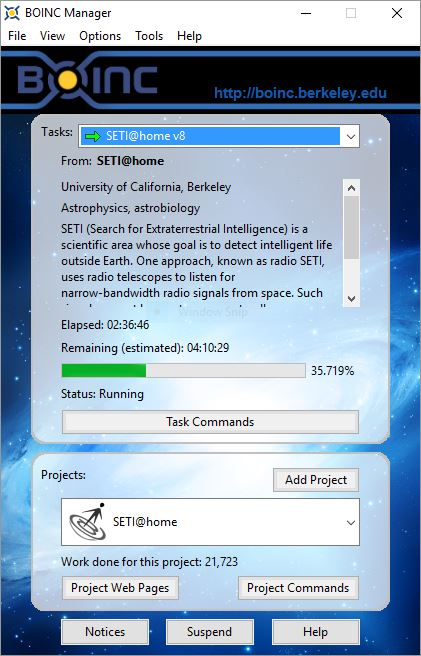
Interfața programului BOINC

Pe calculatorul utilizatorului nu trebuie decât instalat programul BOINC, și calculatorul trebuie să dispună de o conexiune la Internet. Utilizatorul poate apoi să se înregistreze la unul sau mai multe proiecte, iar programul BOINC va descărca automat programul sau programele proiectelor respective și va efectua calculele. Rezultatetele sunt trimise via Internet.
Calculele pe calculatorul utilizatorului au prioritate foarte joasă, astfel încât nu afectează performanța calculatorului. Utilizatorul poate să hotărească câtă putere de calcul a procesorului și câtă memorie (RAM) dorește să aloce pentru BOINC.
Software-ul BOINC a fost creat la Universitata Berkeley din California și a devenit platforma software folosită într-o serie de aplicații de calcul distribuit. BOINC oferă posibilitatea utilizatorilor de pretutindeni, să beneficieze de puterea de procesare enormă a calculatoarelor personale conectate la internet.
BOINC este un software open source sub licență GNU, multiplatform disponibil pentru multiple platforme  (Windows, Linux, Mac OS X, FreeBSD, Solaris și altele). Software-ul poate fi modificat și folosit conform propriilor  nevoi.

## Proiectele BOINC
În decembrie 2016, sunt 57 de proiecte active care rulează cu software-ul BOINC , în timp ce 95 de proiecte anterioare sunt întrerupte sau nefuncționale . 
Proiectele actuale sunt enumerate în ordine alfabetică în cadrul categoriei lor de utilizare:
- Fizică, 15 proiecte
- Matematică și Informatică, 15 proiecte
- Biologie și Medicină, 11 proiecte
- Aplicații multiple, 9 proiecte
- Senzori de matrice, 2 proiecte
- Finanțe, 2 proiecte
- Știință cognitivă și inteligență artificială, 1 proiect
- Științele Pământului, 1 proiect
- Diverse, 1 proiect

Fizică
- Asteroids@home
- Albert@Home
- ATLAS@Home,
- CERN CMS-Dev
- Cosmology@Home
- Einstein@home
- Leiden Classical
- LHC@home
- Milkyway@home
- Nanosurf
- SETI@home
- SETI@Home Beta
- theSkyNet POGS
- Universe@Home
- vLHCathome

Matematică și Informatică
- 123Number
- Collatz Conjecture
- DistributedDataMining
- Enigma@Home
- Gerasim@Home
- GoofyxGrid@Home
- MooWrapper
- NFS@home
- NumberFields@home
- Primaboinca
- PrimeGrid
- SAT@home
- SRBase
- WEP-M+2 Project
- WUProp@Home

Biologie și Medicină
- DENIS@Home
- FiND@Home
- GPUGrid.net
- Lattice Project
- Malariacontrol.net
- Najmanovich Research Group
- POEM@Home
- RALPH@Home
- RNA World
- Rosetta@home
- TN-Grid

Aplicații multiple
- CAS@homeCitizen
- Ibercivis
- Science Grid
- SZTAKI Desktop Grid
- VGTU project@Home
- Volpex@Home
- World community grid
- Yoyo@home
- YAFU

 Senzori de matrice
- Quake Catcher Network
- Radioactive@Home

Finanțe
- Bitcoin Utopia
- Gridcoin Finance

Știință cognitivă și inteligență artificială
- MindModeling@Home

Științele Pământului
- Climateprediction.net

Diverse
- BURP (Big and Ugly Rendering Project)

### Unele țări în comparație
Unitatea de măsură pentru putere de calcul este FLOPS (Floating Point Operations Per Second), operații în virgulă mobilă pe secundă (adunare / înmulțire). Cifrele se referă numai la proiecte de calcul distribuit sub BOINC în data de 21 februarie 2009 .
- USA: 153.446 GigaFLOPS
- Germania: 43.662 GigaFLOPS
- Franța: 13.870 GigaFLOPS
- Cehia: 8.133 GigaFLOPS
- Polonia: 5.345 GigaFLOPS
- Bulgaria: 1.240 GigaFLOPS
- România: 851 GigaFLOPS
- Albania: 9 GigaFLOPS
- Somalia: 1 GigaFLOPS